# Silvio Antonini
Silvio Antonini (Città di Castello, 5 agosto 1920 – 3 gennaio 1986) è stato un politico italiano, eletto nella IV legislatura alla Camera dei deputati e alla V al Senato della Repubblica.

## Biografia
Operaio, impegnato nel sindacato. Fu segretario generale della Camera del lavoro provinciale CGIL di Perugia dal 1953 al 1956. 
Impegnato in politica con il Partito Comunista Italiano. Venne eletto alla Camera dei deputati alle elezioni politiche del 1963 e poi al Senato a quelle del 1968. Concluse il mandato parlamentare nel 1972.
Morì il 3 gennaio 1986, all'età di 65 anni.